# Liste der Monuments historiques in Vernouillet (Yvelines)
Die Liste der Monuments historiques in Vernouillet (Yvelines) führt die Monuments historiques in der französischen Gemeinde Vernouillet auf.

## Liste der Bauwerke
| Bezeichnung       | Beschreibung                  | Standort | Kennzeichnung | Schutzstatus | Datum | Bild           |
| ----------------- | ----------------------------- | -------- | ------------- | ------------ | ----- | -------------- |
| Kirche St-Étienne | Erbaut im 12./13. Jahrhundert | (Lage)   | PA00087663    | Classé       | 1862  | weitere Bilder |